# 小林洋平 (ラグビー選手)
小林 洋平（こばやし ようへい、2003年3月27日 - ）は、ジャパンラグビーリーグワンの東芝ブレイブルーパス東京に所属しているラグビーユニオン選手。

## 来歴
東福岡高等学校では、高3で花園（全国高等学校ラグビーフットボール大会）に出場。
専修大学に進み、1年時で関東大学春季大会から控えで出場した。4年時には先発出場。
2025年2月7日、ジャパンラグビーリーグワンの東芝ブレイブルーパス東京に、アーリーエントリーでの加入を発表した。同年3月、専修大学卒業。